# Can Cisteller de Dalt
Can Cisteller de Dalt és una casa d'Amer (Selva) inclosa a l'Inventari del Patrimoni Arquitectònic de Catalunya.

## Descripció
Immoble de tres plantes, entre mitgeres, cobert amb una teulada a dues aigües de vessants a façana. Està ubicat al costat dret del carrer Girona.
La façana principal és la que dona al carrer Girona i està estructurada internament en dues crugies. La planta baixa consta de dues obertures, a destacar especialment el gran portal d'accés quadrangular equipat amb llinda monolítica i muntants de pedra ben treballats i escairats. Tant la llinda com els muntants són de pedra sorrenca. En la llinda es pot llegir una inscripció molt interessant que fa al·lusió al constructor original de l'immoble i a la data de conclusió, i diu així: "M I Q V E L C V D I N A M E / F E C I T A N Y 1 7 3 7"
En el primer pis trobem dues obertures de similar tipologia, és a dir rectangulars i projectades com a balconades independents, amb les seves respectives baranes de ferro forjat. Ara bé per les dimensions reduïdes d'aquestes, hauríem de parlar més d'ampits que no pas de baranes, perquè no sobresurten gens respecte el pla horitzontal de la façana, ja que estan totalment mancades de profunditat. Pel que fa al treball de la forja aplicat a les baranes és molt auster i discret i sense cap mena de gràcia compositiva, ja que les baranes/ampits no apareixen ornades amb cap tipus d'element decoratiu.
En el segon pis tenim dues obertures rectangulars, una a cada extrem de façana, amb llinda monolítica i muntants de pedra ben treballats i escairats. En aquest també es tracta de pedra sorrenca.
Tanca la façana en la part superior un ràfec prominent format per quatre fileres: la primera de rajola en punta de diamant, la segona de rajola plana i la tercera i la quarta de teula.
La majoria d'edificis del carrer Girona comparteixen entre ells tota una sèrie de paral·lelismes compositius, estructurals i formals molt evidents. I és que en tots nou (Vegeu fitxa de Can Passallops), (Vegeu fitxa de Can Plana), (Vegeu fitxa de Can Janic Casals), (Vegeu fitxa de Can Cantí), (Vegeu fitxa de Can Japic), (Vegeu fitxa de Ca l'Estarder), (Vegeu fitxa de Can Pere de la Quima) i (Vegeu fitxa de Can Paradís) trobem tota una sèrie de trets comuns i similituds com ara la façana estructurada en dues crugies; la coberta prima, per sobre de tot, la projecció a dues aigües de vessants a façana -a excepció de Can Japic que la coberta és d'una sola aigua de vessant a façana; la majoria d'immobles consten de tres plantes - a excepció de Can Pere de la Quima que en té quatre-; proliferen per tota la façana un gran nombre de balconades equipades amb les seves respectives baranes de ferro forjat; el sistema d'obertures tendeix a ser el mateix, en el qual sobresurt el portal quadrangular d'accés equipat amb llinda monolítica i muntants de pedra ben treballats i escairats; la pedra sol tenir poc acta de presència en les façanes - a excepció de Can Passallops i Can Pere de la Quima en les façanes dels quals queda completament a la vista les pedres fragmentades i els còdols der riu- i la trobem concentrada específicament en les llindes, muntants i ampits de les diverses obertures; el tipus de pedra per excel·lència i que té més difusió és la pedra sorrenca, mentre que la pedra nomolítica o pedra calcària de Girona té poc protagonisme etc.

## Història
L'immoble que podem contemplar avui en dia ofereix un magnífic estat de conservació, que es deuria segurament a les obres d'acondicionament i manteniment que se solen dur a terme en tots els edificis per tal d'assegurar la seva preservació. Unes obres que es van materialitzar a finals del segle passat aproximadament.
Comparant fotografies antigues, com ara la fitxa del Servei de Patrimoni núm. 26.523, amb fotografies actuals, s'arriba a la conclusió que l'edifici no només no ha experimentat cap canvi dràstic a nivell estructural i formal, sinó que no ha variat absolutament en res.
El carrer Girona, en el qual trobem inscrit aquest immoble, pertany a un dels barris més importants d'Amer com és el Pedreguet. Es tracta d'un barri emblemàtic que té en el carrer Girona un dels seus màxims exponents, com així ho acredita el fet de ser una de les principals artèries del nucli des de l'edat mitjana, com també ser l'eix vertebrador del barri.
En la fitxa original del Servei de Patrimoni núm. 26.523, l'immoble apareix denominat com "Can Soler". Després de posar-nos en contacte amb l'erudit local Joan López Grau (arxiu fotogràfic d'Amer), aquest ens va proporcionar un calendari molt valuós que havia editat aquest any l'Ajuntament d'Amer, en el qual apareixia el nom popular de la majoria de cases del barri del Pedreguet, format entre molts altres carrers, pel carrer Girona. En el calendari sortia que l'immoble núm. 38 del carrer Girona, era conegut com a "Can Cisteller de Dalt".